# 柳生和紙

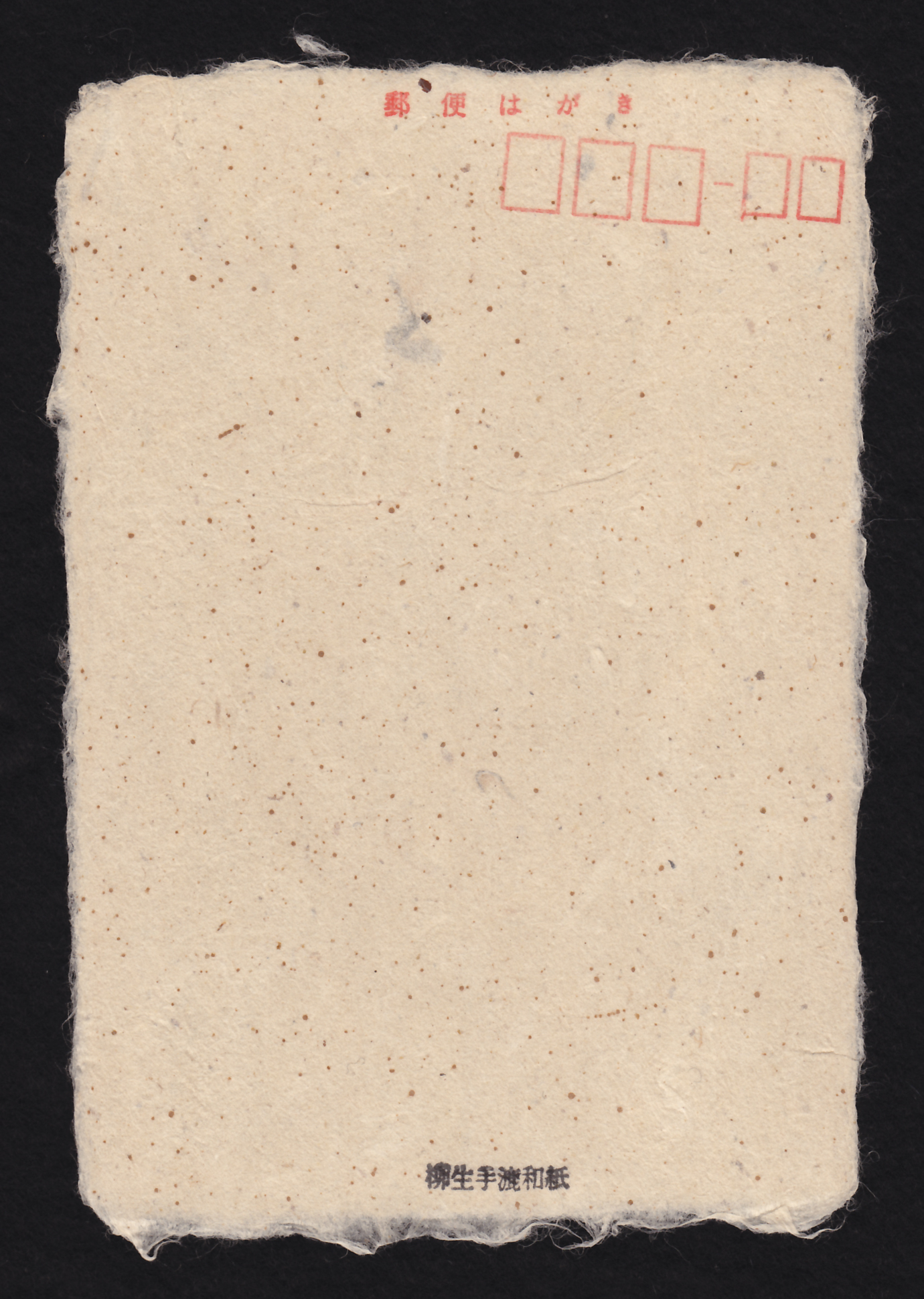
柳生和紙の葉書

柳生和紙（やなぎうわし）とは宮城県仙台市で製造される和紙である。

## 概要
柳生和紙の和紙づくりは、今からおよそ400年前(慶長年間)に仙台藩主伊達政宗が、米作り以外の産業を奨励する一環として始まった。伊達政宗は、福島県伊達郡茂庭村から、4人の紙すき職人を現在の仙台市太白区の南部に位置する柳生に招き、和紙づくりの指導にあたらせた｡
楮（こうぞ）の皮から取り出した繊維に黄蜀葵（とろろあおい）の根の汁を加えてすいた丈夫な紙は、提灯や障子紙、包装紙など、日常の中のさまざまな道具に用いられている。今では、和紙づくりの農家は柳生の一戸だけとなり、菓子のつつみ紙や松川達磨の型紙を作り、伝統工芸を守り続けている。

## 主製品
色紙・包装紙・人形用紙・賞状用紙・障子紙・はがき・しおり・便箋・書道用紙

## 歴史
江戸時代、福島県伊達郡茂庭村から招かれた4人の紙すき職人のほかに48戸の家で和紙づくりをしていたという。この付近の豊かな地下水と高舘山のふもとに吹き渡る風が紙すきに適していた。後には、近くの高舘村、熊野堂村、吉田村でも紙すきが行われ、生産量が増え、街でも紙を売る店が現れるようになり、柳生和紙が有名になっていった。その普及につとめた小西利兵衛の功績をたたえた石碑が今も柳生地区の柳生寺(りゅうしょうじ)の境内に残されている。
明治から大正前半が最盛期で、柳生全戸約90戸が和紙づくり行っていた。当時は近くの若者たちは『柳生に行くと太白（白砂糖）を食わせられる』と言って、争って手伝いに来たという。また、そのころの和紙の生産額は、中田全村の米の生産額を超えていた。柳生和紙の中でも全国的に有名だったのは「強靭紙」という和紙で、防水、防黴、防虫の効果ある強くて美しい紙である。しかし、1922年（大正11年）になると、長町に紙を大量に作る工場ができたり、西洋紙などが使われるようになり、手数のかかる柳生和紙は需要が減少した。そのため、次第に和紙づくりの農家も減少し、1960年（昭和35年）には10戸のみとなり、主に障子紙などを作っていた。
近年になり、和紙の良さが改めて注目され、柳生和紙はさまざまな面で活用されるようになった。今では柳生和紙づくりの農家は柳生の1戸だけとなっているが、和紙のよさや伝統を伝える「和紙づくりの体験」等を行っている。また、近隣の小中学校（柳生小学校、西中田小学校、中田小学校、柳生中学校）の卒業証書は柳生和紙で作られているため、出身者は一度は触れたことがある馴染み深いものとなっている。（一時期は富沢小学校、中田中学校でも使われていた）

### 年表
- 1596年〜（慶長年間） - 仙台藩は、藩の収入をふやすため、柳生で紙すきを始めさせる。
- 1772年〜（安永年間） - 城下に紙を売る店ができる。
- 1818年〜（文政年間） - 小西利兵衛の尽力によって、傘紙の作り方が伝えられる。
- 1865年〜（慶応年間） - 仙台藩での楮（こうぞ）紙の生産がさかんになる。
- 1867年〜（慶応3年） - 柳生和紙のために尽くした小西利兵衛をたたえる石碑が柳生雷神社に建てられる。このころ、柳生を中心として100戸の家で紙をすいていた。
- 1883年〜（明治16年） - 名取製紙商工組合ができる。
- 1897年〜（明治30年） - 紙漉業者、柳生、熊野堂、吉田で400戸にもなる。
- 1912年〜（明治45年） - 柳生全戸（90戸）で紙すきをする。
- 1914年〜（大正3年） - 柳生の強靭紙が全国に広まる。
- 1916年〜（大正5年） - 叩解機（楮を細くくだく機械）を柳生に導入する。
- 1921年〜（大正10年） - 名取郡の和紙の生産が県内第二位となる。
- 1950年〜（昭和25年） - 仙台和紙協同組合ができる。
- 1955年〜（昭和30年） - 障子紙すき戸数が10戸になる。
- 1964年〜（昭和39年） - 仙台和紙協同組合が解散する。